# 斯文·约纳松
斯文·约纳松（瑞典語：Sven Jonasson，1909年7月9日—1984年9月17日），瑞典男子足球运动员，司职前锋。他曾代表瑞典国家队参加1934年和1938年国际足联世界杯，其中1938年世界杯获得第四名。